# Дорум
Дорум (нем. Dorum, н.-нем. Dorum) — населённый пункт в Германии, земля Нижняя Саксония, район Куксхафен, коммуна Вурстер-Нордзекюсте. До 2015 года был самостоятельной общиной в составе союза общин Ланд-Вурстен.
Население составляет 3650 человек (на 2017 год). Занимает площадь 24,32 км². Расположен в историческом регионе Вурстен, раньше был известен как курорт Северного моря.

## Фотографии

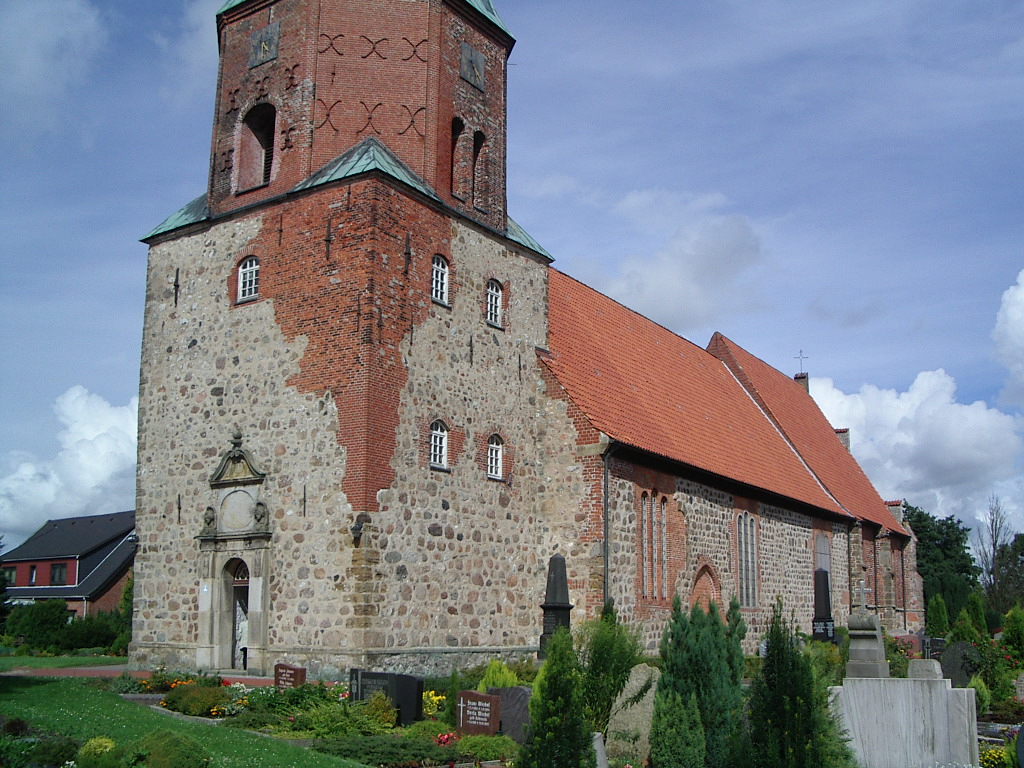
Церковь
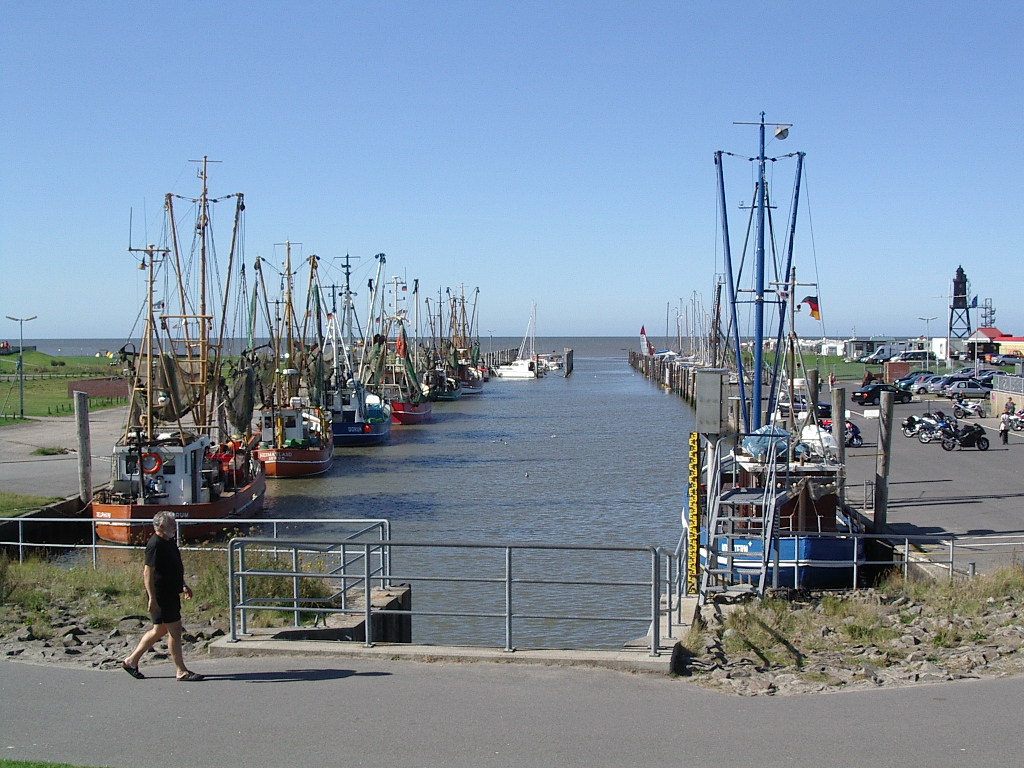
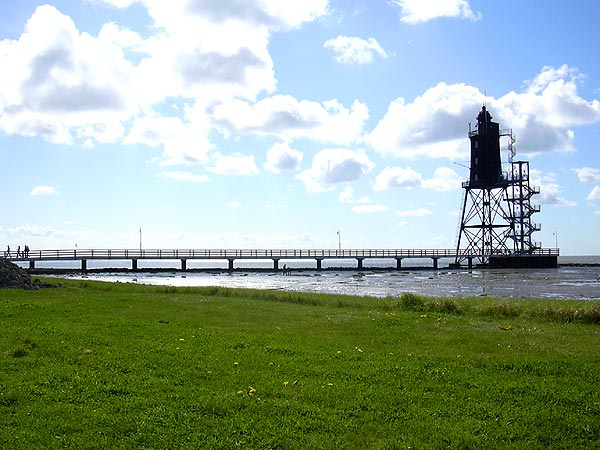